# Rubieżow
Rubieżow (ros. Рубежов) – chutor w zachodniej Rosji, w sielsowiecie kozińskim rejonu rylskiego w obwodzie kurskim.

## Geografia
Miejscowość położona jest nad rzeką Obiesta, 3 km od centrum administracyjnego sielsowietu kozińskiego (Kozino), 35 km od centrum administracyjnego rejonu (Rylsk), 138 km od Kurska.

## Demografia
W 2010 r. miejscowość zamieszkiwały 4 osoby.